# Geotrygon larva
Geotrygon larva (голубок пуерто-риканський) — вимерлий вид голубоподібних птахів родини голубових (Columbidae), що був ендеміком Пуерто-Рико. Він відомий за скам'янілостями, знайденими в печерах Куева-Клава і Куева-Катедраль поблизу Моровіса, в печері Куева-Тораньо поблизу Утуадо і в смітниковому насипі поблизу Маягуеса. Голотип, скам'яніла цівка була відкрита в липні 1916 року Гарольдом Елмером Ентоні в печері Куева-Клава.
На думку Александера Ветмора, пуерто-риканський голубок був споріднений з білолобим голубком з Куби, однак цівка у пуерто-риканського голубка була довшою. Імовірно, пуерто-риканські голубки були поширеним видом на острові до появи на ньому першопоселенців, однак вимерли внаслідок знищення природного середовища. 

## Джерела

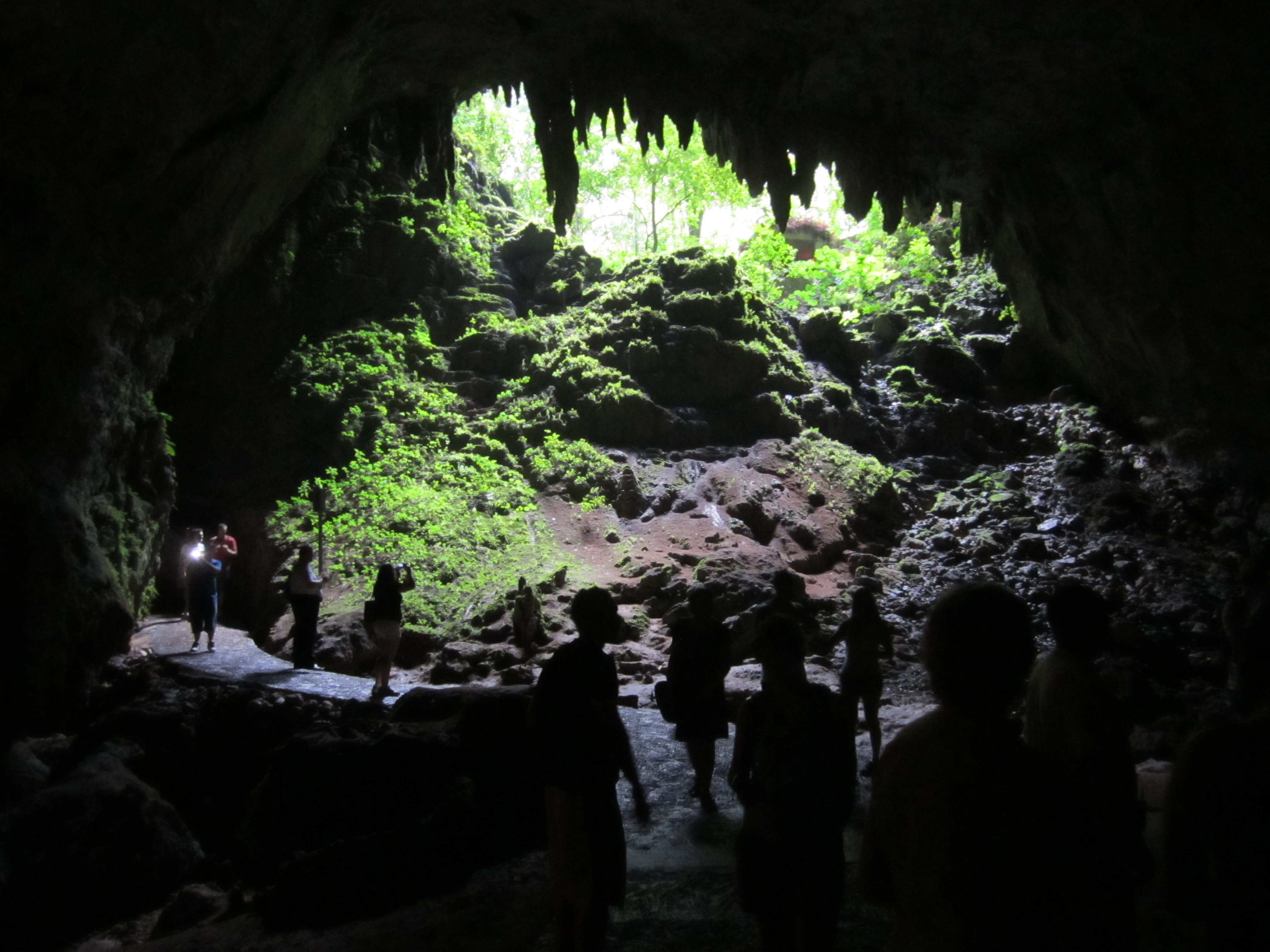
Печера Куево-Клара